# A szabin nők elrablása (monda)

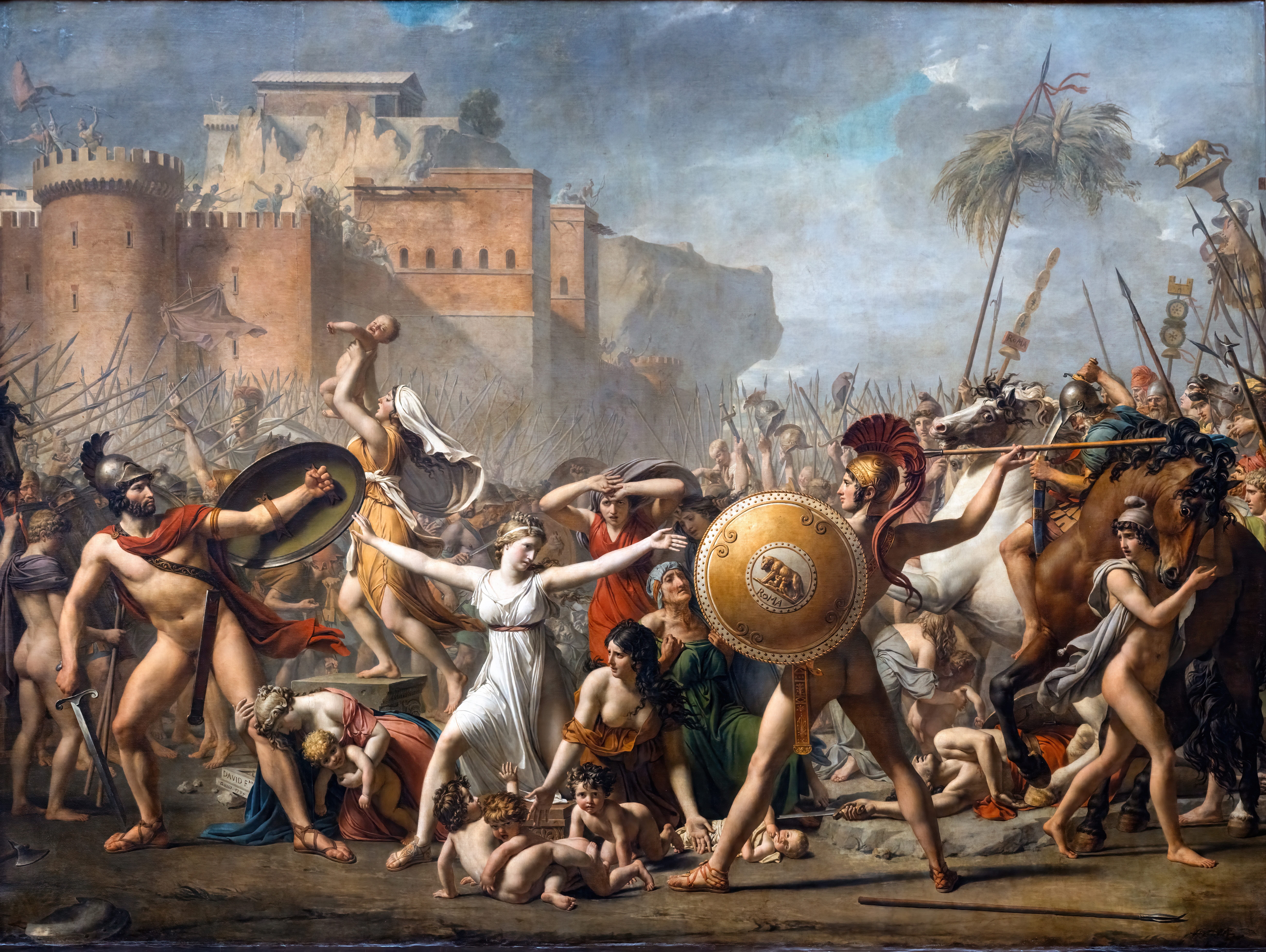
Jacques-Louis David: A szabin nők elrablása

A szabin nők elrablása Róma város eredettörténetéhez kapcsolódó monda, gyakorlatilag a római nép eredetmondája. A frissen megalapított Róma a szomszédos szabin törzs nőinek elrablásával oldotta meg a város súlyos nőhiányát.

## Történet
Romulus és Remus, Mars hadisten ikerfiai megalapították Rómát. Álltak a falak és házak, ám a lakók kevesen voltak. Romulus, mint Róma királya hírnök útján adta tudtul, hogy Róma menedéket nyújt minden ártatlanul üldözöttnek, így egyre több lakója lett a városnak. A befogadottak és az alapító pásztornép tagjai között nagyon kevés volt az asszonynép, így gyermekek sem igen születtek. Romulus a környező városállamokba követeket küldött, hogy a rómaiak feleségéül kérje leányaikat. A szomszéd városok és népek semmibe vették a kérést, mivel jöttmenteknek tekintették a rómaiakat. A király a rossz vélemények  eloszlatása céljából meghívta őket a Neptunus isten tiszteletére rendezett játékokra. A kíváncsiságuk miatt engedtek az invitálásnak, s megtelt vendégekkel a város, a fogadtatás is barátságos volt. A játékok legérdekesebb részénél azonban a vendéglátó rómaiak a nézőseregből elragadtak egy-egy vendégleányt és fogságban tartották őket. A vendégek bosszút lihegve távoztak a vendégbarátság ilyen megsértése miatt. 
Romulus végigjárta azokat a házakat, ahol az elrablott leányokat őrizték, s lelkükre beszélt, hogy a rómaiak feleségeként nemcsak férjet, hanem apát, anyát (azaz apóst, anyóst), családot és hazát is találhatnak Rómában. Maga Romulus is egy szabin nőt, Hersiliát vette feleségül. A hajadonok kötélnek álltak és megbékéltek.
Igen ám, de a szabin király, Titus Tatius haditervet készített és Róma ellen vonult. Több napon át ostromolták Róma falait, mindhiába, ám vízhordás közben elfogták Tarpeiát, a római fellegvár parancsnokának leányát, akit sikerült árulásra bírniuk. A leány feltétele az volt, hogy adják neki azt, amit a bal karjukon viselnek (aranykarikákra gondolt a leány). Az árulás eredményeképpen Tatius elfoglalta fellegvárat. A leány kérte a jutalmát, s megkapta: a szabin harcosok rádobálták a nehéz pajzsokat, amit bal karjukon hordtak a harcban az arany mellett. Tarpeia összezúzott holttestét egy szikláról (Tarpeia sziklája) ledobták, így az áruló meglakolt. Romulus és Mettius Curtius, szabin hadvezér döntő ütközetre készültek Róma közelében. A szabinok jó jelnek vették, hogy Curtius kiszabadult a mocsárból (Curtius-tó), majd a seregek felálltak a síkságon. Ekkor Hersilia vezetésével a szabin nők gyermekeikkel a karjukon a két hadsereg közé álltak és kérlelték őket, hogy hagyjanak fel egymás öldöklésével, hiszen rokonok lettek a házasság által, nem szeretnének özvegyek, gyermekeik pedig árvák lenni. Kérlelésük meghallgatásra talált, a két ellenség megbékélt egymással. A két nép hamarosan egybeolvadt és ezáltal erősebbé is vált. Ezután néhány évig Rómának két királya volt, Romulus és Titus Tatius.